# Ognate
 (octobre 2023).
Si vous disposez d'ouvrages ou d'articles de référence ou si vous connaissez des sites web de qualité traitant du thème abordé ici, merci de compléter l'article en donnant les références utiles à sa vérifiabilité et en les liant à la section « Notes et références ».

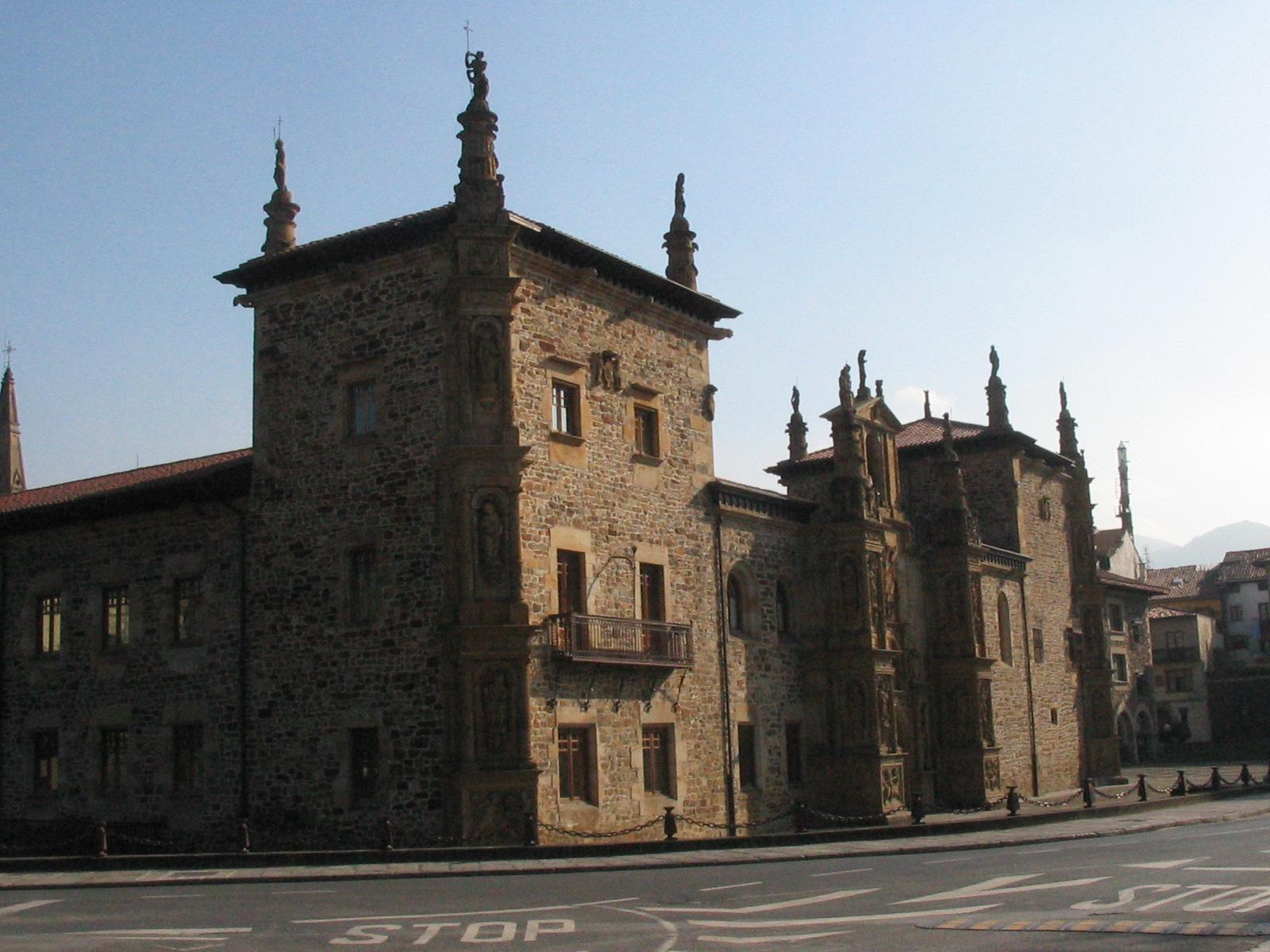
Ancienne université du Pays basque, située à Ognate

Ognate, ancienne graphie française ou Oñati, nom officiel en basque et d'usage courant (Oñate en espagnol) est une commune du Guipuscoa dans la communauté autonome du Pays basque en Espagne. La commune fait partie de la comarque de Debagoiena.
Ognate a été une ville seigneuriale qui est devenue comté. Elle n'a pas été intégrée à la province du Guipuscoa jusqu'en  1845. L´institut international de sociologie du droit (la première université du Pays basque) est installé dans cette ville  en 1543. C'est la commune la plus étendue de la province et le noyau urbain se trouve à une altitude de 231 m, tandis que la hauteur maximale est de 1 368 mètres et se situe sur le sommet de la montagne Artzanburu.
Les formules Oñati et d'Oñate qui apparaissent dans d'anciens documents font référence à son orographie et sont en rapport avec « pied de port » ou « abondance de collines. ». La ville est entourée de montagnes.

## Blason
Le blason de la ville d'Oñati reflète les familles qui ont eu une importance historique. Il est divisé trois quarts. Dans les deux supérieurs on représente, à gauche un aigle comme symbole de la famille ganbiona des Garibai, les Aguillos ; à droite on représente un cerf en train de courir comme symbole de la famille oñacina des Murgia, les Cervunos. Le quart inférieur occupé par un cerf blessé sur un champ de blé et sur lui un aigle avec des griffes et lui pique le cœur. Ceci symbolise une bataille médiévale qui a été perdue par les oñaciens , dans laquelle elle a été exterminée par les Murguia. Il montrait anciennement la légende Zara bay : Zeren bay ? Gari bay (Date d'un article : duquel : ? Du blé). Ce blason a été celui de la famille de Garibay et a été adopté par le village en 1775 pour remplacer un autre dans lequel figurait San Miguel.

## Situation et accès
La ville d'Ognate est située dans le sud-ouest de la province du Guipuscoa, dans les limites avec l'Alava, dans le bassin supérieur du fleuve Deba et entourée de montagnes. Les villes importants voisines sont Mondragón, distante de 10 km, Bergara à 12 km, Legazpia à 13 km et Eibar à 27 km.
Ognate se trouve à 73 km de Saint-Sébastien, capitale de la province, à 52 km de Vitoria-Gasteiz, capitale d'Alava et de la communauté autonome du Pays basque (le gouvernement autonome basque), et à 64 km de Bilbao, capitale de la Biscaye.
Ognate est limitée par les municipalités suivantes : au nord avec Bergara et Anzuola, au sud par l'Alava, à l'est par Legazpia et à l'ouest par Mondragón et Aretxabaleta.

## Communications
La route principale, qui parcourt le territoire municipal et passe par le centre urbain, est la GI-2630. Cette route va depuis le quartier Bergarai de San Prudencio, où elle rejoint la GI-627, qui parcourt la vallée du Deva, et à l'autoroute AP-1, Eibar-Vitoria-Gasteiz, jusqu'à la localité de Zumarraga.
Du centre urbain part la route GI-3591, qui relie celle du sanctuaire d'Arantzazu et le quartier d'Araotz ainsi que celle qui arrive en prenant la GI-3592. La route GI-3593 unit le quartier d'Urrexola et la vallée de Zañartu.
Depuis 1923 elle dispose d'un chemin de fer à voie étroite unissant la localité à la ligne Bergara-Vitoria-Gasteiz-Estella. En 1938, elle a été électrifiée, et a été fermée le 31 décembre 1967.
Le quartier de Brinkola, situé à 10 km du noyau urbain, dispose d'une gare de la RENFE dont les trains desservent les alentours de Saint-Sébastien .
Le transport aérien est centralisé dans les aéroports de Saint-Sébastien, Foronda (Alava) et Bilbao (Biscaye). Les ports de Bilbao et de Pasaia complètent l'offre de transport maritime.

## Hydrographie et orographie
La ville d'Ognate se situe dans le bassin supérieur du fleuve Deba, entourée de différentes montagnes dont les sommets sont les plus hauts du Pays basque, comme l'Aizkorri (1 528 m), Aketegi (1 544 m), Aitxuri (1 551 m), Andarto (1 076 m) ou Elgea-Artia de 1 117 m. Le noyau urbain est situé dans une vallée dans laquelle confluent les rivières des montagnes qui l'entourent, en formant l'Ognate.
Les montagnes sont formées par des roches calcaires qui ont donné une grande zone karstique avec des complexes souterrains très étendus et de profondeur. On a ouvert aux visites touristiques la grotte d'Arrikrutz pour montrer le phénomène karstique dans la zone.

### Hydrographie
Des montagnes qui entourent Ognate descendent plusieurs rivières qui se rassemblent dans le noyau urbain. D'une part l'Ubao et l'Olabarrieta et d'un autre l'Auntz-erreka. Ces rivières passent par le cloître curieux de l'église de San Miguel. Plus bas se joint la rivière Arantzazu, qui parcourt 1 km sous terre, entre par Gesaltza et ressort par la grotte San Eli avec l'Araotz et de l'Urkulu. La rivière ainsi formée, l'Ognate, débouche sur le fleuve Deba dans le quartier Bergarai de San Prudentzio.

### Orographie
La vaste vallée qu'occupe le noyau urbain de la municipalité d'Ognate contraste avec les montagnes qui l'entourent, particulièrement avec celles du Sud, qui ont les sommets les plus hauts des montagnes basques.
Le terrain est composé d'ardoises sablonneuses qui deviennent calcaires "arreficial" au sud dans la montagne d'Aitzkorri.

## Histoire
Dans les champs d'Urbia il y a de nombreux mégalithes qui témoignent d'une présence humaine sur les terres de la municipalité d'Ognate à des époques préhistoriques.
Le nom de la ville apparaît pour la première fois en 1200 dans les indulgences accordées par l'évêque de Calahorra en 1200 : Ecclesiam sancti michaeli d'Onati. En castillan il se transformera plus tard en Oñate par l'évolution phonétique du -i fin post-tonique en -e.
Ognate a été un village seigneurial en devenant ensuite un comté. Le comté a été régi plus tard par la famille Vela et par celle de Guevara d'Alava. Les comtes d'Oñate avaient autorité sur leur comté ce qui leur permettait de percevoir des impôts, de nommer le maire, de nommer l'abbé de l'église, d'exercer la justice et de commander les troupes entre autres. Parmi les droits dont ils jouissaient il y avait celui de puerco ezkurbeste qui consistait, pour le Seigneur, à donner un porc qui s'engraisserait dans les montagnes du comté. La tour de Zumeltzegi était la résidence du comte à la ville montrant son pouvoir. Dans le comté on utilisait la juridiction castillane pour des questions relatives aux hidalgos et à la navarraise pour les questions relatives aux paysans et aux plebeyos.
Le pouvoir du seigneur d'Ognate a été fréquemment utilisé par les habitants de la ville qui cherchaient l'intégration au Guipuscoa ou l'Alava. En 1388 il y a eu une tentative de déposer le comte d'Oñate par 87 hidalgos de la ville, la tentative a été durement réprimée alors par le comte, Beltrán de Guevara, les révoltés ont été maintenus pendant l'année 1389. Au XVIe siècle ce sont produites plusieurs révoltes importantes, lesquelles sont arrivées à prendre le conseil et le conseil municipal ecclésiastique, jusqu'à ce, en 1540 on demande légalement le rattachement au Guipuscoa.
En 1652, le procès ouvert se termine, avec pour résultat le maintien de l'indépendance du comté d'Ognate. Il ne sera pas revu jusqu'en 1845, à l'occasion de la suppression des droits seigneuriaux et qu'elle a intégré la province du Guipuscoa avec des séances plénières. Dans les luttes pour plus de droits on a obtenu, au XVe siècle, que le maire soit nommé par vote populaire, bien que le comte se soit réservé le droit le confirmer et de nommer celui appelé « grand maire ».
La famille Guevara obtient la Seigneurie d'Ognate en 1149 jusqu'à son rattachement au Guipuscoa en 1845. Jusqu'en 1201 les seigneurs d'Ognate étaient vassaux du roi de Navarre et ensuite sont devenus ceux du roi castillan en dépendant directement du roi. Ils ont pris part aux guerres du côté gamboin  et pendant les XIIIe et XIVe siècles ils acquièrent le patronat du monastère de San Miguel et le contrôle des forges de Zubillaga. Aux commandes de Pedro Vélez de Guevara les troupes d'Ognate ont brûlé la ville voisine de Mondragón en 1448.
Iñigo Vélez de Guevara est arrivé à faire face au pouvoir royal, le connétable de Castille s'était fait l'écho des demandes des habitants, et a obtenu d'éviter le rattachement au Guipuscoa en maintenant le pouvoir féodal y compris après les dénonciations, de donner refuge à des bandits et poursuivis de la Justice royale. En 1539 on a construit l'université sur ordre de l'évêque Rodrigo Mercado de Zuazola.
Pendant les guerres carlistes, Ognate a été une place forte carliste, quartier général du Prétendant et refuge des troupes carlistes mises en échec. On est arrivé à publier Gazeta oficial del reino y ejército carlista et à la construction d'une usine d'armes.
En 1845 après la disparition des droits seigneuriaux, elle sera rattachée à la province du Guipuscoa, dans les Juntes Générales elle a occupé le second poste à gauche du Corrégidor Royal. Dans le protocole de rattachement on a accepté plusieurs conditions exposées par le comte d'Ognate, celles-ci étaient qu'on construise une route depuis le village voisin d'Ormaiztegi à Ognate, que serait augmenté la concession de maintien de l'université et qu'on lui créditerait un revenu annuel de 20 000 réaux. Cette annexion est formalisée le 9 octobre de cette année. Avant, pendant ce même XIXe siècle il a dépendu du Guipuscoa quelque temps, de 1808 à 1814, de 1820 à 1823 et de 1832 à 1839.

## Patrimoine
Ognate obtient en 2023 le label Meilleurs villages touristiques de l'Organisation mondiale du tourisme.

### Patrimoine civil

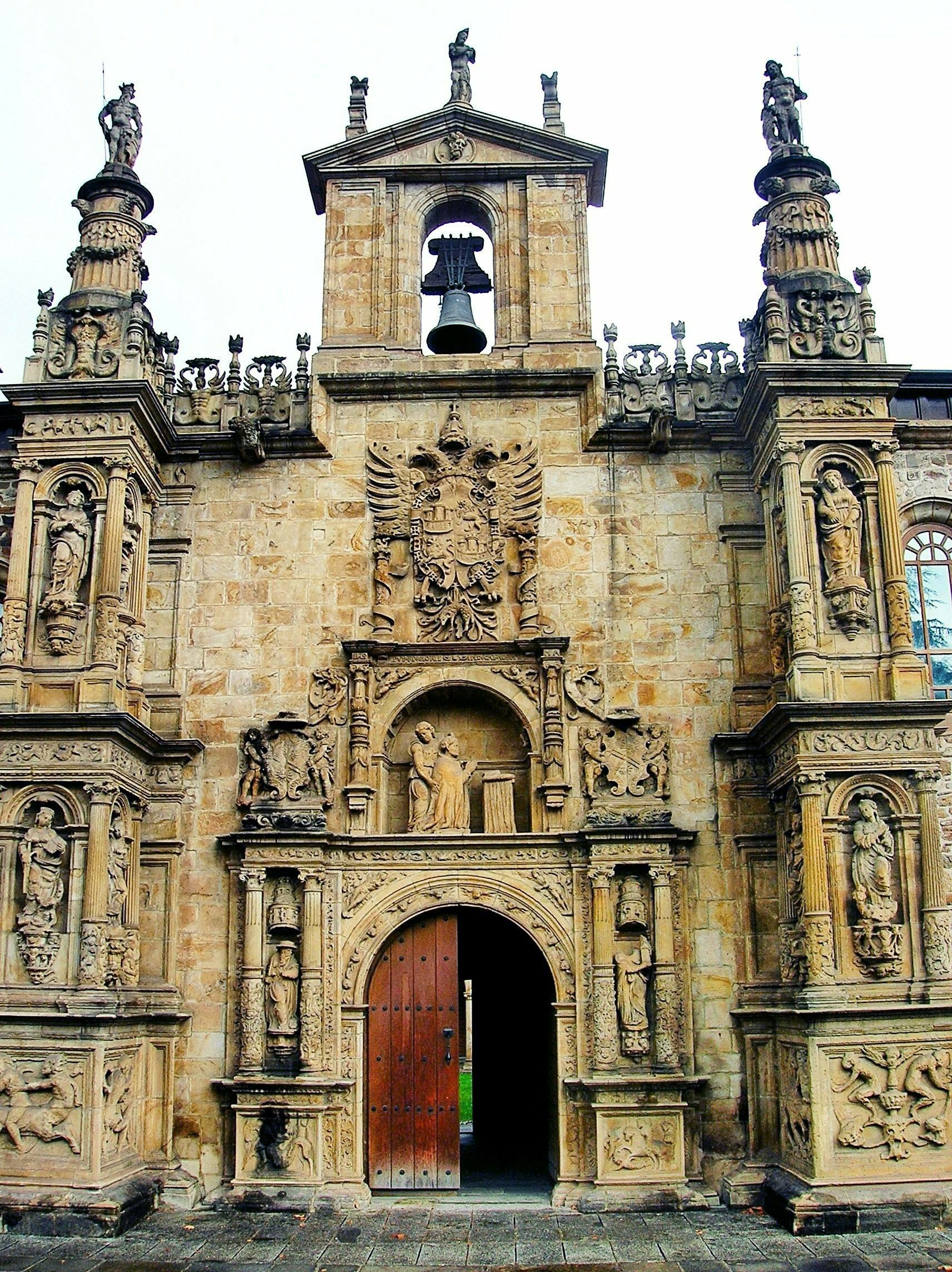
Façade de l'université d'Ognate

- Université Sancti Spiritus: bâtiment Renaissance du XVIe siècle, construit durant l'année 1540 par l'évêque Rodrigo Mercado de Zuazola, considéré un des plus importants du Pays basque dans ce style. À l'intérieur on remarquera le cloître, la hotte et l'art mudéjar. L'université a été maintenue active depuis 1543 jusqu'à 1901.
- Maison consistoriale : bâtiment baroque du XVIIIe siècle construit par Martín Carrera en 1778.
- Maison-Tour de Zumeltzegi : fin du XIIe siècle ou débuts du XIVe siècle, a été la résidence locale des comtes d'Ognate.
- Maison-Tour de Lazarraga, documentée au XVe siècle dans laquelle habitaient déjà les « Lazarraga » cette maison grille a une façade esgrafiada avec garitones et accès en arc étayé.
- Maison Hernani : du XVIe siècle et a été le siège de l'université d'Ognate.
- Maison Otaudi-Jausoro : fin du XVIe siècle ou début du XVIIe surmonté d'un balcon esquinero.
- Palais Don Pedruena: reconstruit à la fin du XIXe siècle ou débuts du XXe est un beau bâtiment de style baroque tardif.
- Tour Urain ou de Zubiaur: tour de défense ou d'encaissement d'impôts ou péages.
- Place des Fors : fin du XIXe siècle est une place rectangulaire porchée sur trois de ses côtés, le  quatrième étant libre et limité par le fronton.
- Moulin San Miguel: moulin médiéval propriété des comtes d'Ognate, conserve des éléments originaux.
- Grotte d'Arrikrutz: cette grotte fait partie du système karstique étendu de Gesaltza-Arikrutz qui va jusqu'au sous-sol du galet Madina. Le volume d'Aitzkorri est formé par des roches calcaires et des dolomites du Jurassique supérieur et du Crétacé inférieur. L'extension du système karstique est de plus de 14 km et est divisé sur 6 niveaux différents. Cette extension fait que ce système est la plus grande cavité du Guipuscoa. Arrikrutz a été préparé pour des visites touristiques au printemps 2007, pour cela on a préparé la galerie 53, qui est une galerie ancien drain fossile de la rivière Aldaola. La galerie mesure quelque 500 m et a une inégalité de 45. On a trouvé dans ce lieu les restes d'une multitude d'ours, de crânes de panthères et de squelette complet d'un lion des cavernes.

### Patrimoine religieux

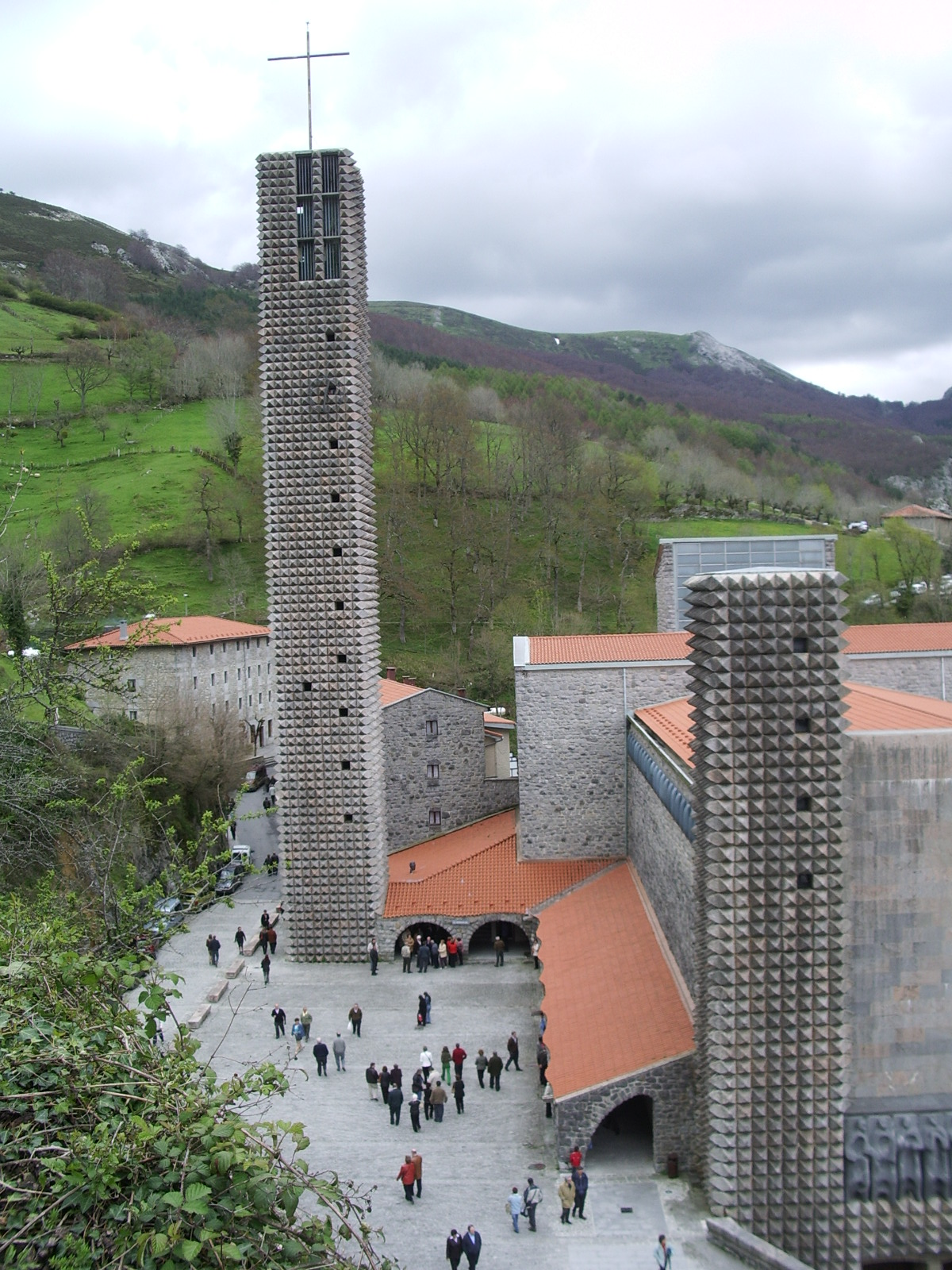
Sanctuaire d'Arantzazu

- Église paroissiale de San Miguel Arcángel, temple gothique du XVe siècle. À souligner le cloître curieux sur la rivière, construite par l'évêque Rodrigo Mercado de Zuazola. Le retable plateresque de la Piété et le Grand Retable baroque. La tour, de fin du XVIIIe siècle, est l'œuvre de Martín Carrera.
- Église des Canónigos Regulares Lateranenses : temple néo-gothique du XIXe siècle.
- Monastère de Bidaurreta : monastère féminin du XVIe siècle.
- Ermitage de San Martin : du XVIe siècle et avec couverture de structure de bois est un bon échantillon de l'architecture populaire. Le retable est l'œuvre de Pierres Picart.
- Monastère de Bidaurreta : a été fondé par Juan López de Lazarraga en 1510. Remarquable retable baroque et le premier, par chronologie, retable Renaissance de Gipuzkoa.
- Sanctuaire d'Arantzazu: œuvre de l'art sacré moderne. Le projet est des architectes Francisco Javier Sáenz de Oiza[8], et Luís Laorga du collège d'architectes de Madrid, avec eux interviennent le sculpteur Jorge Oteiza pour la façade principale, le peintre Lucio Muñoz pour la décoration de l'abside, le sculpteur Eduardo Chillida pour les portes principales d'accès, frère Javier María de Eulate chargé des vitraux et le peintre Néstor Basterretxea pour la décoration des parois de la crypte.

Ognate a possédé jusqu'à 15 ermitages. Celle de Santa Maria Magdalena a eu une importance spéciale car c'était le lieu où on a hébergé les premiers jésuites qui ont visité la ville vers le milieu du XVIe siècle. Parmi eux se trouvait San Francisco de Borja. En 1845 la reine Isabelle II a visité l'ermitage.

## Personnalités
- Lope de Aguirre (1510-1561) : explorateur, conquistador d'Amérique du Sud, qui se rebella contre la monarchie espagnole, natif du quartier d'Araotz.
- Cristóbal de Oñate (1504-1567) : explorateur et conquistador de la Nouvelle-Espagne.
- Luis Manuel de Zañartu (1723-1782) : corrégidor de Santiago du Chili.
- Ramón María Adurriaga (1755-1841) : évêque d'Avila (1824-1841).
- Francisco Antonio Elorza y Aguirre (1798-1873): militaire.
- José Madinaveitia (1870-1923) : médecin et militant socialiste.
- Juan Madinaveitia (1861-1938) : médecin, considéré comme le fondateur de la gastro-entérologie espagnole (père d'Antonio Madinaveitia).
- Francisco de Madina (1907-1972) : religieux augustin, musicien et compositeur.
- Eli Galdós (1934-2007) : politicien. Fut député floral du Guipuscoa entre 1991 et 1995.
- Juan Celaya (1920) : entrepreneur. Fondateur de l'entreprise Cegasa.
- Luis Peña Ganchegui (1926) : architecte.
- Santiago Idigoras (1953) : footballeur international qui joua à la Real Sociedad.
- Ruper Ordorika (1956) : chanteur-interprète.
- Gerardo Markuleta (1963) : écrivain.
- Luis Durán (1967): historien.
- Ricardo Mendiguren (1968) : footballeur qui joua à l'Athletic Bilbao.
- Jon Odriozola (1970) : ex-cycliste. Directeur sportif d'Euskaltel-Euskadi.
- Markel Irizar (1980) : cycliste.
- Evaristo Páramos (1961) : chanteur et grand parolier de La Polla Records et Gatillazo, né à Guillarei.
- José Milicua (1921-2013), historien de l'art et professeur espagnol.

## Jumelages
Ognate est jumelée avec différentes villes et populations de plusieurs pays. Une place consacrée à ces jumelages existe dans la cité et s'appelle de los hermanamientos. Les villes jumelées sont :
- Guadalajara (Mexique)
- Zacatecas (Mexique) depuis 1996
- Châteaubernard (France) depuis 1999
- José Clemente Paz (Argentine) depuis 2000. Cette ville argentine a été fondée par l'oñatiarra José Altube.
- Gleibat le Fula (Sahara occidental) depuis 1995